# Joe Besser
Joe Besser (St. Louis, 12 de agosto de 1907 — Los Angeles, 1 de março de 1988) foi um ator, dublador, comediante e músico americano, conhecido por seu humor pateta e personagens covardes. É mais conhecido por sua breve aparição como um membro dos Três Patetas nos últimos curtas-metragens do grupo com a Columbia de 1957-59. Joe também é lembrado por seus papéis na televisão: Stinky de The Abbott and Costello Show e Jillson, do show de Joey Bishop.

## Infância
Joe Besser nasceu em St. Louis, Missouri, em 12 de agosto de 1907. Ele era o nono filho de Morris e Fanny Besser, que eram imigrantes judeus da Europa Oriental. Joe tinha sete irmãs mais velhas e um irmão mais velho, Manny. Quando tinha 12 anos, Joe já era fascinado com o show business, especialmente pelo mágico Howard Thurston, que visitava St. Louis anualmente. Besser ficou tão emocionado que entrou secretamente no trem de Thurston, após a realização de seu show em St. Louis e foi descoberto apenas no dia seguinte, dormindo em cima de uma jaula de leão em Detroit. Thurston informou os pais de Besser o que aconteceu e logo depois, treinou-o como assistente.
O primeiro ato envolvia tirar um coelho da cartola. O truque envolvia dois coelhos, com um escondido em um bolso da capa de Thurston. Mas, o jovem Besser estava tão nervoso, que ele tirou o coelho da capa ao mesmo tempo em que o outro tinha aparecido, no exato momento em que o truque estava sendo executado. O público rugiu de risos, e Joe, a partir de então, foi atribuído apenas para papéis de "surpresa cômica". Algum tempo depois, Joe foi colocado pelas autoridades juvenis de St. Louis em uma "escola corretiva" (colégio interno), ainda aos 12 anos de idade.

## Carreira
Em 1928, Joe prosseguiu com sua carreira no show business e desenvolveu um personagem cômico: um sujeito chorão, malcriado, travesso que fazia birras com pouca provocação. Besser, com seus famosos bordões como "Você é louco, vocêêê!" e "Não tão rápido!" ou "Não tão difícil!!" era tão original e ridículo, que acabou se tornando um dos grande artistas de Vaudeville, fazendo aparições no cinema e no rádio, logo em seguida.
Os comediantes Olsen and Johnson (O & J), contrataram Besser para se juntar a eles, nas comédias musicais. As aparições barulhentas de Besser eram perfeitas para qualquer ato que O & J pudessem estrelar. O trabalho de Besser chamou a atenção dos irmãos Shubert, que assinaram com ele um contrato teatral. Posteriormente, a Columbia Pictures contratou Joe, que logo, mudou-se para Hollywood em 1944, onde trouxe seu único personagem cômico para os longa-metragens de comédias musicais como Hey, Rookie e Eadie Was a Lady (1945). 
Em 9 de maio de 1946, Joe apareceu no programa pioneiro de televisão da NBC, Hour Glass, atuando como "Army Drill" com o parceiro de palco, Jimmy Little. De acordo com um artigo, na edição de 27 de maio de 1946 da revista Life, o programa foi visto por cerca de 20.000 pessoas em cerca de 3.500 aparelhos de televisão, principalmente na área da cidade de Nova York. Durante este período, Joe participou do programa de rádio de Jack Benny, no episódio intitulado "Jack Prepares For Carnegie Hall", em junho de 1943. Joe também estrelou em curtas de comédias da Columbia de 1949 a 1956. Nessa época, ele já era suficientemente conhecido e seu personagem era frequentemente caricaturado nos desenhos animados da Looney Tunes. Joe também atuou no seriado de ação The Desert Hawk (1950).
Besser tinha substituído Lou Costello na rádio, frente a Bud Abbott e nos anos 1950, tinha se tornado um dos atores regulares de Abbott & Costello. Quando a dupla criou The Abbott and Costello Show para a televisão, eles contrataram Besser para interpretar Oswald "Stinky" Davis, um homem de 40 anos vestido com terno infantil em estilo "O Pequeno Lord. Joe apareceu durante a primeira temporada de The Abbott and Costello Show. Ele também foi escolhido para o papel de Yonkel, no filme bíblico de baixo orçamento Sins of Jezebel (1953), que estrelou com Paulette Goddard (que atuou como a rainha perversa).

## Os Três Patetas (1956-1958)
Após a morte de Shemp Howard em 1955, surgiram muitas dúvidas sobre Os Três Patetas continuarem no ar. Moe Howard sugeriu que ele e seu parceiro Larry Fine, continuassem trabalhando como "Os Dois Patetas". O chefe do estúdio, Harry Cohn, rejeitou a proposta. Apesar de Moe ter a aprovação legal para permitir que novos membros participassem do grupo, os executivos da Columbia é que teriam a palavra final sobre qualquer ator que aparecesse nos filmes do estúdio e eles insistiram em chamar Joe Besser, que já era um artista  contratado da empresa. Na época, Joe era um dos poucos comediantes que ainda atuavam em curtas-metragens de comédia no estúdio. Ele renegociou com sucesso seu contrato e recebeu o mesmo salário que ganhava com longas-metragens, que era mais do que os outros Patetas ganhavam.
De acordo com a autobiografia de Joe, Once a Stooge, Always a Stooge, ele contou ter dado as condolências para Moe pela morte de Shemp. Joe e Shemp tinham sido bons amigos e ambos atuaram juntos no filme Africa Screams (1949) da dupla comediante Abbott & Costello.
No curtas dos Três Patetas, Joe se absteve de imitar Shemp ou Curly Howard. Ele continuou interpretando o mesmo personagem lamuriento que tinha desenvolvido ao longo de sua carreira. Joe tinha uma cláusula em seu contrato que proibia que ele fosse atingido excessivamente. Besser lembrou: "Eu costumava interpretar o tipo de personagem que iria bater nos outros de volta". Ele alegou que Larry se ofereceu para apanhar sozinho de Moe nos curtas. Em um episódio de 2002 de "E Entertainment", que usava imagens de Joe, o comediante afirmou que o lado esquerdo do rosto de Larry era visivelmente mais grosso do que o outro lado, o que ele atribuiu às bofetadas de Moe.
Besser também tinha sugerido que Moe e Larry penteassem os cabelos para trás para dar-lhes uma aparência mais cavalheiresca. Tanto Moe quanto Jules White aprovaram a ideia, mas usaram-na com moderação para combinar com as filmagens antigas em filmes que foram remakes.
Em conseqüência de seu personagem sensível e da falta de um palhaço que recebesse as punições (que sempre foi a parte essencial para o humor dos Três Patetas), Joe acabou se tornando o Pateta menos popular para a maioria dos aficionados contemporâneos do grupo. Sua rejeição foi tanta, que o apresentador Rich Koz de "Stooge-a-Polooza" até mesmo se desculpava no ar antes de exibir os curtas em que Besser aparecia. Durante as transmissões do programa, ele recebia constantemente várias cartas de telespectadores expressando sua indignação pela exibição dos curtas de Besser. Joe nunca teve seus defensores, no entanto, os historiadores da Columbia Edward Watz e Ted Okuda, escritores do livro The Columbia Comedy Shorts, o descreveram de forma apreciativa.
Os curtas dos Três Patetas com Joe foram filmados de 1956 até o final de 1957. Seu contrato terminou quando a Columbia fechou o departamento de comédia em 20 de dezembro de 1957. O produtor-diretor Jules White havia filmado 16 curtas-metragens que foram lançados até junho de 1959, com Sappy Bull Fighters sendo o episódio final da série.
Após isso, Moe e Larry discutiram planos para realizarem uma turnê com o grupo ao vivo, mas Joe recusou. Sua esposa havia sofrido um ataque cardíaco em novembro de 1957 e ele não estava disposto a viajar sem ela. Alguns anos depois, Joe elogiou Moe e Larry em uma entrevista de rádio em 1985:
| “ | "... Moe e Larry, foram os melhores. Eu gostei de cada minuto com eles. Na verdade, para mostrar o quão maravilhosos eles eram, eu nunca gostei de ser atingido por qualquer coisa. E Larry sempre me dizia: "Não se preocupe, Joe, eu aceito por você". Esse é o tipo de caras que eles eram..." | ” |

Joe Besser foi o único membro dos Três Patetas a usar seu nome real para o nome de seu personagem. No entanto, seu humor excessivamente ingênuo e pouco violento não foi totalmente ajustado para o tipo de comédia que geralmente tinham os Três Patetas. Apesar disso, Joe conseguiu trazer alguma vitalidade e energia para o grupo, já bastante maltratado, devido às duas mortes anteriores. Porém, sua saída do grupo não foi tão sentida, se comparada com as perdas de Curly e Shemp. Besser foi substituído por Joe DeRita (o Curly-Joe) em 1959.

## Depois dos Três Patetas
Joe retornou sua carreira com filmes e também à televisão, onde atuou como o superintendente Jillson por quatro temporadas no show de Joey Bishop (1961-1965). Ele também fez aparições ocasionais na série da ABC, também chamada The Joey Bishop Show entre 1967 e 1969. Joe também atuou em The Mothers-in-Law, Batman, The Good Guys, That Girl, Love e American Style. Joe também emprestou sua voz para o dragão em The Alvin Show (1960).
Como dublador, Joe foi responsável por dublar alguns personagens animados na década de 1970. Ele dublou o personagem Putty Puss em The Houndcats (1972), o Gênio Babu em Jeannie (1973) e Scooby's All-Star Laff-A-Lympics; e Scare Bear em Yogi's Space Race. A carreira de Besser começou a entrar em declínio, quando ele sofreu um pequeno derrame em 1979, tendo por resultado, uma perda considerável de peso.
Alguns anos mais tarde, Joe expressou uma certa indignação pelo público que o reconhecia somente por sua breve passagem pelos Três Patetas. No entanto, ele sabia que a exibição dos curtas dos Três Patetas lhe proporcionaram a sua maior exposição na mídia, nos últimos anos. Em 30 de agosto de 1983, os Três Patetas finalmente ganharam uma estrela na Calçada da Fama e Joe Besser lembrou sua amizade com os integrantes do grupo, em um discurso emocionante, referindo-se "aos quatro meninos (Moe, Larry, Curly e Shemp)... no céu". Na ocasião, o ator Emil Sitka também estava presente. O único sobrevivente do grupo que não apareceu para a homenagem foi Joe DeRita, pois estava doente na época.
Em 1984, Joe co-escreveu com os autores Jeff e Greg Lenburg sua autobiografia intitulada Not Just a Stooge. O livro seria reeditado novamente com um novo título: Once a Stooge, Always a Stooge, no ano de sua morte, em 1988.
No ano 2000, a ABC exibiu um filme feito para a televisão sobre os Três Patetas, com o ator Laurence Coy interpretando Joe Besser.

## Vida pessoal
Em 1932, Joe casou-se com a bailarina Erna Kay (Ernestine Dora Kretschmer), conhecida como "Ernie". O casal não teve filhos. Eram vizinhos e amigos de Lou Costello, da dupla Abbott & Costello. Joe é o tio de Christopher Palid,  e um dos descobridores do aerogel. Joe também é primo segundo de Matt Besser, comediante e membro da Upright Citizens Brigade. 
Joe nunca foi de se socializar muito com seus colegas de trabalho, nem mesmo quando estava mais velho. Raramente, tomava a iniciativa de fazer novos amigos. Apenas chegava no estúdio, fazia o seu trabalho e voltava para a casa, para dedicar-se a uma vida tranquila. Nem mesmo quando participou dos Três Patetas, Joe criou uma amizade íntima com Moe e Larry, pelos quais, tinha apenas admiração e boas recordações. Besser se lembra: 
| “ | "Moe e Larry eram grandes. Tivemos momentos divertidos e eu nunca tive problemas com eles. Eu assistia eles desde quando estavam com Ted Healy e, após esse tempo, continuei acompanhando suas carreiras. Fiquei feliz por ter me juntado aos Três Patetas e nunca me arrependi." | ” |

Entre seus passatempos, ele gostava de construir brinquedos para dar aos garotos de sua vizinhança. Joe adorava crianças: "Eu amo trabalhar para as crianças. Eles são os meus melhores fãs, meu melhor público e os meus melhores amigos. Minha maior emoção é que as crianças gostem de mim. Quando isso acontece, fico feliz." 
Joe também gostava muito de shows de mágica. Seus comediantes favoritos eram Jack Benny e Abbott & Costello. Ann Miller era sua atriz favorita. Joe disse que não assistiu todos os curtas que ele fez com os Três Patetas, mas o seu favorito era Flying Saucer Daffy (1958). Os fãs, por sua vez, preferem Hoofs and Goofs (1957) e A Merry Mix Up (1957).

## Morte
Joe Besser faleceu de insuficiência cardíaca em 1 de março de 1988, aos 80 anos de idade. Sua esposa Erna morreu em 1 de julho de 1989, de um ataque cardíaco aos 89 anos. Ambos os cônjuges estão enterrados no mesmo cemitério em Forest Lawn Memorial Park (Glendale), Glendale, Los Angeles, nos Estados Unidos. Como um tributo à sua carreira, na lápide de Joe está escrito: "trouxe amor e risos para o mundo", enquanto a de Erna diz: "em memória, com amor". O antigo colega de Besser, Larry Fine, também está sepultado lá, em uma cripta, no Freedom Mausoleum, que fica a uma curta distância de seu túmulo.

## Filmografia

### Cinema

#### Longas-metragens
- Hot Steel (1940) - Siggie
- Hey, Rookie (1944) - Pendelton
- Eadie Was a Lady (1945) - Professor Dingle
- Talk About a Lady (1946) - Roly Q. Entwhistle
- Feudin', Fussin' and A-Fightin (1948) - Sharkey Dolan
- Africa Screams (1949) - Harry
- Joe Palooka Meets Humphrey (1950) - Carlton
- Outside the Wall (1950) - Cozinheiro
- Woman in Hiding (1950) - Vendedor
- The Desert Hawk (1950) - Príncipe Sinbad
- I, the Jury (1953) - Operador de elevador
- Sins of Jezebel (1953) - Yonkel
- Abbott and Costello Meet the Keystone Kops (1955) - Caçador
- Headline Hunters (1955) - Médico legista
- Two-Gun Lady (1955) - Dr. McGinnis
- Say One for Me (1959) - Joe Greb
- Let's Make Love (1960) -  Charlie Lamont
- The Silent Call (1961) -  Art
- The Errand Boy (1961) - Homem assistindo jogo
- Hand of Death (1962) - Atendente da estação de serviço
- The Monk (1969)  - Herbie
- Savage Intruder (1970) - Vic
- Which Way to the Front? (1970) - Mestre das docas

#### Curtas-metragens
- Cuckoorancho (1938) - Wanderer
- Waiting in the Lurch (1949) - Eric Potts
- A Day in the Country (1953)
- Dizzy Yardbird (1950)
- Fraidy Cat (1951)
- Aim, Fire, Scoot (1952)
- Caught on the Bounce (1952)
- Spies and Guys (1953)
- The Fire Chaser (1954) - Eric Potts
- G.I. Dood It (1955)
- Hook a Crook (1955)
- Army Daze (1956)
- The Woodcutter's House (1959)

### Televisão

#### Live Action
- The Ken Murray Show (1950)
- The Colgate Comedy Hour (1951–1953)
- The Alan Young Show (1951)
- The Abbott and Costello Show (1952–1953) - Stinky Davis
- The Spike Jones Show (1954) - Prisioneiro Warden
- My Little Margie (1954) - Coletor de borboletas
- The Jack Benny Program (1954–1961)
- The Millionaire (1955) - Hobo
- Damon Runyon Theater (1955)
- The Martha Raye Show (1955)
- Club Oasis (1958)
- Kraft Music Hall (1959)
- General Electric Theater (1961) - Gerente de lutas
- The Joey Bishop Show (1962–1965) - Mr. Jillson
- Batman (1966) - Capanga do Pinguim
- The Mothers-in-Law (1968)
- That's Life (1968)
- That Girl (1968)
- The Don Rickles Show (1968)

#### Desenhos Animados (Dublagem)
- The Alvin Show (1961)
- Where's Huddles? (1970)
- The Houndcats (1972) - Puttypuss
- Jeannie (1973) - Babu
- The Oddball Couple (1975)
- The Pink Panther Laugh and a Half Hour and a Half Show (1976)
- Baggy Pants and the Nitwits (1977)
- Scooby's All Star Laff-A-Lympics (1977) - Babu
- Fred Flintstone and Friends (1977)
- Yogi's Space Race (1978) - Scare Bear
- Galaxy Goof-Ups (1978) - Scare Bear
- Shirt Tales (1982)
- My Smurfy Valentine (1983) - Cupido

## Livros Recomendados
- Not Just a Stooge (mais tarde, reeditado e com o título Once a Stooge, Always a Stooge) de Joe Besser, Jeff Lenburg e Greg Lenburg, (Excelsior Books, 1984).
- The Three Stooges Scrapbook de Jeff Lenburg, Joan Howard Maurer, e Greg Lenburg (Citadel Press, 2000).